# Jelena Tomašević
Jelena Tomašević (poročena Bosiljčić), srbska pevka, * 1. november 1983, Negotin.

## Glasbena kariera
Pri sedmih letih starosti je zmagala na otroškem pevskem festivalu Šarenijada, pri enajstih pa na Jugoslovanskem otroškem festivalu. V otroštvu je nastopala v kulturno-umetniškem društvu Abrašević iz Kragujevca. Prelomnica za njeno kariero je bila zmaga na televizijskem tekmovanju 3K Dur leta 2002, po kateri je nastopila na več mednarodnih festivalih na Češkem, v Belorusiji in Bolgariji.
Leta 2004 je nastopila na Beoviziji, tedaj srbskem polfinalu za izbor evrovizijskega predstavnika Srbije in Črne gore, s pesmijo »Kad ne bude tvoje ljubavi«. Nastop na Beoviziji je ponovila leta 2005 s pesmijo »Jutro«, ki jo je zložil in aranžiral Željko Joksimović, in zmagala. V finalnem izboru Evropesma je pesem končala na drugem mestu zaradi taktičnega glasovanja črnogorskih žirantov, ki so ji vsi podelili 0 točk. Istega leta se je pojavila v filmu Zdravka Šotre Ivkova slava, kjer je odpela del filmske glasbe.
Po zmagi na Beoviziji je Tomaševićeva začela sodelovati z Joksimovićevo produkcijsko hišo Minacord, za katero je leta 2008 izdala svoj prvi album Panta rei.
Na Beoviziji 2008 je osvojila prvo mesto in tega leta na Evroviziji zastopala Srbijo s pesmijo »Oro«. Po zaslugi srbske zmage predhodno leto je nastopila neposredno v finalu in se uvrstila na šesto mesto.
V Srbiji in tujini je nastopala na koncertih z novosadskim Big bendom. Imela je vlogo v mjuziklu Beli ždralovi (»Beli žerjavi«), ki je leta 2015 igral v Minsku za dan zmage nad fašizmom. Ukvarja se s sinhronizacijo animiranih filmov in je žirantka srbskega otroškega talent-šova Pinkove zvezdice.

## Osebno življenje
Rojena je v Negotinu, vendar je odraščala v Kragujevcu. Študirala je angleški jezik in književnost na Filološko-umetniški fakulteti v Kragujevcu, diplomirala pa na Fakulteti za kulturo in medije zasebne beograjske univerze Megatrend.
Od leta 2011 je poročena z igralcem Ivanom Bosiljčićem, s katerim ima hčer.

## Diskografija
- Panta rei (2008)
- Ime moje (2015)
- Iskrena (2024)